# Cladocora arbuscula
Cladocora arbuscula är en korallart som beskrevs av Charles Alexandre Lesueur 1881. Cladocora arbuscula ingår i släktet Cladocora och familjen Caryophylliidae. IUCN kategoriserar arten globalt som livskraftig. Inga underarter finns listade i Catalogue of Life.